# Savska Ves
Savska Ves is een plaats in de gemeente Čakovec in de Kroatische provincie Međimurje. De plaats telt 1238 inwoners (2001).